# Sapere aude
Sapere aude! је латинска изрека римског песника Хорација са преводом „усуди се да будеш мудар”. У истом смислу се приписује и филозофу Имануелу Канту, у варијанти „имај храбрости да се послужиш сопственим разумом”.

## Тумачење
Треба самостално мислити, без обзира на могуће посљедице.